# Суоярві
Суоярві (карел. і фін. Suojärvi, в перекладі —  «болотне озеро» ) — місто в Російській Федерації, в Республіці Карелії, адміністративний центр Суоярвського району.

## Географія
Розташоване в південній частині Республіки Карелії, за 136 км від Петрозаводська на південному березі озера Суоярві.

## Історія
Узбережжя озера Суоярві почало заселятися з XIV ст. В архівних документах 1500 року згадується про поселення Кайпаа  з 20 дворами на південному березі озера Суоярві — там, де зараз знаходяться міські квартали.
У XVI — XVII ст. поселення входило до складу Водської пятіни Новгородської землі як Шуерєцкій погост.
У 1617 році територія поселення була включена до складу Шведського королівства.
У 1721 році, в результаті Північної війни, територію поселення було включено до складу Виборзькій провінції Санкт-Петербурзької губернії.
У 1812 році територію було включено до складу Суоярвської волості князівства Фінляндського Російської імперії. У 1917 році князівство Фінляндське стало незалежною державою.
Фінляндія
У 1917—1940 роках — поселення в складі Фінляндії.
Радянсько-фінська війна (1939-1940)

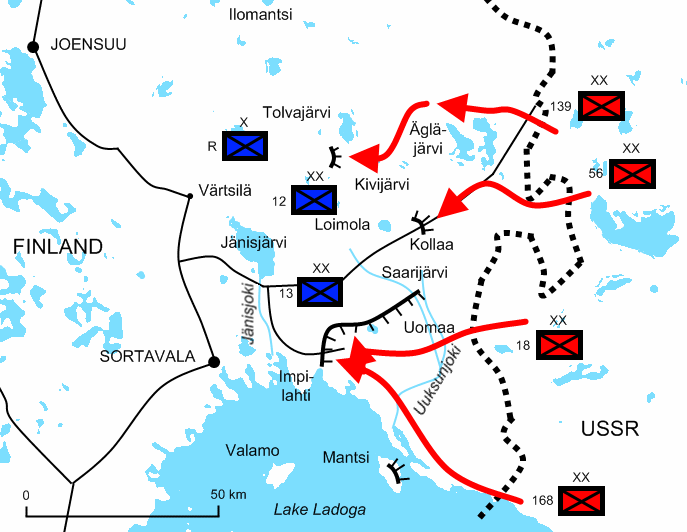
Бої в грудні 1939 року в районі Суоярві.

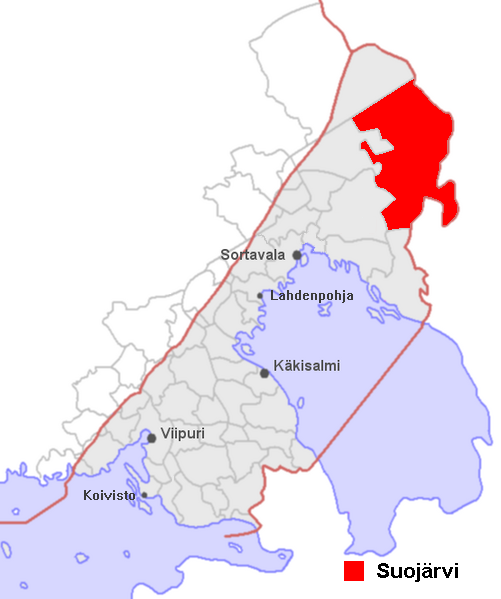
Громада Суоярві на карті території, що відійшла на користь СРСР.

30 листопада 1939 року почалася війна, оборону в районі між озерами Суоярві і Варпаярві вела 12-та стрілецька дивізія (12. divisioona).
У грудні 1939 року наступаючі з'єднання 8-ї армії Червоної армії просунулися вперед на 86 км, оволоділи Суоярві, Лоймолой та Піткяранту. В ході грудневих боїв 1939 радянське командування ухвалило рішення, що для постачання свого угруповання радянських військ недостатньою існуючих ґрунтових автомобільних доріг: Петрозаводськ — Вешкеліца — Чалка і Спаська губа — Вохтозеро — Чалка і необхідне будівництво залізниці для подальшого наступу Червоної армії.
У Суоярві евакуацію мирного населення не було проведено і жителі волості залишилися на місцях. 2 лютого 1940 року, згідно з директивою Ставки Верховного Головнокомандування СРСР «Про заходи по боротьбі зі шпигунством», почалося виселення фінського населення із зайнятих територій в тил Карелії в спеціальні табори
У період з січня по квітень 1940 року радянські залізничні війська проклали залізницю з Петрозаводська до Суоярві. Протяжність дороги становила 132 кілометри. Її будівництво закінчилося після укладення мирного договору 1940 року. Перший поїзд пройшов по новій лінії 15 березня 1940 року. 20 березня 1940 року в Суоярві було виведено штаб 56 стрілецького корпусу. 23 листопада того ж року він був перетворений в штаб 7-ї армії.
У 1940 році після завершення Фінської війни згідно мирного договору більшість Виборзької губернії була передана СРСР. З 1940-го року Суоярві — в складі Карельської Автономної РСР.